# Obersdorf (Polen)
Obersdorf (kolonia) is een plaats in het Poolse district  Bieszczadzki, woiwodschap Subkarpaten. De plaats maakt deel uit van de gemeente Ustrzyki Dolne en telt 0 inwoners.